# Гайду, Александр Васильевич
Александр Васильевич Гайду (укр. Олександр Васильович Гайду; род. 28 января 1976) — украинский политик. Депутат Верховной Рады Украины IX созыва с 29 августа 2019 года.

## Биография
Родился 28 января 1976 года в городе Одесса.
В 1998 году окончил Одесский государственный экономический университет, специальность «банковское дело», квалификация «Экономист». В 2005 году окончил Одесский национальный университет им. И. И. Мечникова по специальности «Правоведение», квалификация «Юрист».
В 2017 году защитил диссертацию по специальности «Механизмы государственного управления» в Черноморском государственном университете имени Петра Могилы и получил степень кандидата наук по государственному управлению.
С 1998 по 2004 год работал в ряде коммерческих банков Украины.
С 2004 по 2011 год — директор Общества с ограниченной ответственностью «Вибо-ТРАНС».
С 2011 по март 2017 года занимал руководящие должности в Обществе с ограниченной ответственностью «Морской специализированный порт Ника-Тера». В 2017—2019 годах — исполнительный директор Общества с ограниченной ответственностью «Вибо-ТРАНС».
На парламентских выборах 2019 года избран народным депутатом Украины от партии «Слуга народа» (128 мажоритарный округ[5]).
Член Комитета Верховной Рады по вопросам аграрной и земельной политики, председатель подкомитета по вопросам инноваций и инфраструктуры в сфере агропромышленного комплекса.
Член Постоянной делегации в Парламентской ассамблее ГУАМ. Член группы межпарламентских связей с Канадой, Японией, Соединёнными Штатами Америки, Швейцарией, ОАЕ, Республикой Сингапур, КНР, Австрией.

## Награды
- Юбилейный орден «70-летия Победы».
- Отличие Николаевского областного совета II степени.
- Почетный знак «За заслуги» Федерации работодателей Украины.
- Памятная медаль «За благотворительность»,
- Почетный знак «За олимпийскую преданность» за активное участие в развитии Олимпийского движения, весомый личный вклад в развитие физической культуры и спорта и приумножение спортивной славы Украины и Николаевской Исполкома НОК в Николаевской области.
- Распоряжением Николаевского городского головы награждён Почетным знаком отличия «За заслуги перед городом Николаев».
- Отличие Николаевского областного совета I степени.